# Río Rioni
El río Rioni (en georgiano: რიონი Rioni) es el principal río de Georgia occidental. Con su antiguo nombre de Faso, Fasis o Phasis (Φᾶσις), fue uno de los límites del mundo conocido en la Antigüedad clásica.

## Mitología griega
En la mitología griega Fasis es uno de los tres mil dioses fluviales, y uno de los más antiguos, todos ellos nacidos de Océano y Tetis. Dice Valerio Flaco, no obstante, que el Fasis tiene a Zeus como padre. Eetes, soberano de la Cólquida, tierra regada por el Fasis, dice que este es el rey de los ríos. Otra versión más dice que Fasis era hijo de Helios y Ocírroe y que, después de haber matado a su madre por creerla una adúltera, se arrojó al río, antes llamado Arcturo, y desde entonces Fasis. En la Medea de Séneca se dice que Medea era hija del horroroso Fasis.

## Información geográfica
Tiene una longitud de 327 kilómetros, drenando una cuenca de 13 400 km².
Tiene su origen en las montañas del Cáucaso, en la región de Racha, cerca del paso de Mamisón, y discurre hacia el oeste desembocando en el mar Negro. La ciudad de Kutaisi, antigua ciudad de la Cólquida, se encuentra en su ribera. Desemboca en la ciudad de Poti en forma de delta, aunque después de la construcción en 1939 de un canal para evitar las inundaciones estacionales, el 90 % del agua desemboca por este.
Tiene un caudal medio de 450 metros cúbicos por segundo, pudiéndose remontar hasta la ciudad de Oni. El río tiene un gran uso agrícola para la irrigación. A lo largo de su curso tiene un conjunto de presas llamadas "Cascada del Rioni" (Рионский каскад ГЭС - Rionski Kaskad GES), compuestas por las presas de Gumatskie, Vartsijskie, Ladzhanurskaya y Rionskaya.
El origen de sus aguas es mixto, aunque predominantemente pluvial. El máximo régimen discurre entre marzo y octubre, aunque las inundaciones pueden ocurrir todo el año. Sus aguas son turbias, llegando en primavera el caudal a los 2650 m³/s. Es navegable a lo largo de 95 kilómetros, entre las ciudades de Poti, Kutaisi y Oni.
Por el valle del alto Rioni discurre el camino militar Osetio, vía histórica que conectaba Ardón (Osetia del Norte) (Rusia) con Kutaisi.

## Información histórica

Mapa de Anaximandro.

Conocido en la antigüedad griega como río Fasis (en griego: Φάσις), fue mencionado por primera vez por Hesíodo en su Teogonia (1.340); con posterioridad escritores como Heródoto ("Los Nueve Libros de la Historia"), Apolonio de Rodas (Argonauticas 2.12.61), Virgilio (Geórgicas 4.367) y Elio Aristides (Ad Romam 82), considerándolo como el límite más oriental de los mares navegables. Platón en su Fedón menciona el río como la frontera habitada del mundo o Ecúmene. El escritor italiano Valerio Massimo Manfredi lo menciona en su libro ("El Ejército Perdido" capítulo 22). 
El nombre del faisán deriva de este río, al ser la región donde los antiguos encontraron por primera vez estas aves.